# Конституция Кувейта
Конституция Кувейта (араб. الدستور الكويتي‎) — основной закон государства Кувейт.

## История
В 1899 году заключено соглашение между Кувейтом и Великобританией, согласно которому Кувейт не мог передавать часть территории и поддерживать отношения с другими государствами без согласования с Британской империей. В 1913 году принята конвенция по которой владения Мубарака ас-Сабаха отнесены к Османской империи и установлены границы Кувейта. В 1937 году обнаружены месторождения нефти, и к 1953 году Кувейт становится крупным нефтедобывающим государством региона. 19 июня 1961 года Кувейт провозглашён эмиратом, в декабре 1961 года избрано Конституционное собрание, подготовившее текст конституции, которая, после одобрения эмиром и обнародования, вступила в силу 11 ноября 1962 года.
В 1982—1983 годах предложены поправки в Конституцию о полномочиях эмира объявлять военное положение, изменении количества депутатов парламента, однако они не были приняты. Поправки в конституцию, наделяющие женщин политическими правами в полном объёме, одобрены в 2015 году.

## Структура
Состоит из преамбулы и 5 частей (183 статьи):
- I. Государство и система правления. Конституция провозгласила Кувейт эмиратом, с передаваемой по наследству властью.
- II. Основные составляющие части кувейтского общества. Определяются основные характеристики государства и гарантии населению
- III. Общественные права и обязанности. Основами общества провозглашены справедливость, равенство и свобода. Закреплена обязанность государства по обеспечению безопасности и равных возможность гражданам, защита интересов семьи, молодёжи, пожилых людей.
- IV. Власть. Установлен принцип разделения властей и их взаимодействие.
- V. Общие и промежуточные положения. Порядок внесения поправок в конституцию[1][2].

## Основное содержание
Конституция Кувейта составлена на основе европейских конституций, поэтому включает такие элементы как приоритет законодательной, исполнительной и судебной властей, части о финансовых и военных вопросах.
Власть в Кувейте принадлежит правящей семье Аль Ас-Сабах и передаётся по наследству потомкам основателя кувейтского государства Мубарака Ас-Сабаха (ст.4).
Конституцией установлен принцип разделения властей (ст. 50), по которому законодательная принадлежит эмиру и Национальному собранию (ст. 51), исполнительная — эмиру и кабинету министров (ст. 52), судебная власть — судьям, действующим от имени эмира в соответствии с конституцией (ст. 53). Эмир — глава государства, неприкосновенен и нерушим (ст. 54), назначает и освобождает от должности премьер-министра, министров и членов правительства. Количество министров не может превышать 1/3 от количества депутатов.
Закреплены такие права и свободы, как обязательное бесплатное начальное образование (ст. 40), медицинская помощь (ст. 11), свобода религии и вероисповедания (ст. 35). Гарантированы государством свобода слова и прессы, защита прав человека. Люди равны в правах, недопустима дискриминация по полу, происхождении, языку или религии (ст. 29).

### Внесение поправок
Поправки в конституцию может вносить эмир при поддержке не менее 1/3 депутатов Национального Собрания. Изменения принимаются после одобрения не менее 2/3 депутатов, подписываются и обнародуются эмиром. Повторно поправка к конституции, ранее не принятая, может быть внесена на рассмотрение не ранее чем через 1 год после отклонения. Не пересматриваются положения конституции о форме правления, гарантий свобод и равенства, а также полномочия эмира, если в это время его обязанности исполняет заместитель.